# Hebe Knoll
Hebe Knoll är en kulle i Hongkong (Kina). Den ligger i den nordöstra delen av Hongkong. Toppen på Hebe Knoll är 178 meter över havet.
Terrängen runt Hebe Knoll är huvudsakligen kuperad, men österut är den platt. Havet är nära Hebe Knoll österut.  Centrala Hongkong ligger 11,6 km sydväst om Hebe Knoll. I omgivningarna runt Hebe Knoll växer i huvudsak städsegrön lövskog.